# CRH380A
China Railways Highspeed CRH380A, kurz CRH380A (auch Harmony Express; deutsch Harmonie-Express) ist eine Serie von Hochgeschwindigkeitszügen im Programm der China Railway High-Speed (CRH). Es handelt sich hierbei um den ersten vollständig in China bei CSR Sifang entwickelten Hochgeschwindigkeitszug. Der CRH380A ist für eine fahrplanmäßige Dauergeschwindigkeit von 350 km/h ausgelegt. Er ist jedoch in der Lage eine kurzzeitige Höchstgeschwindigkeit von 380 km/h zu erreichen. Eine Variante mit sechzehn statt acht Wagen wird als CRH380AL bezeichnet.

## Entwicklung

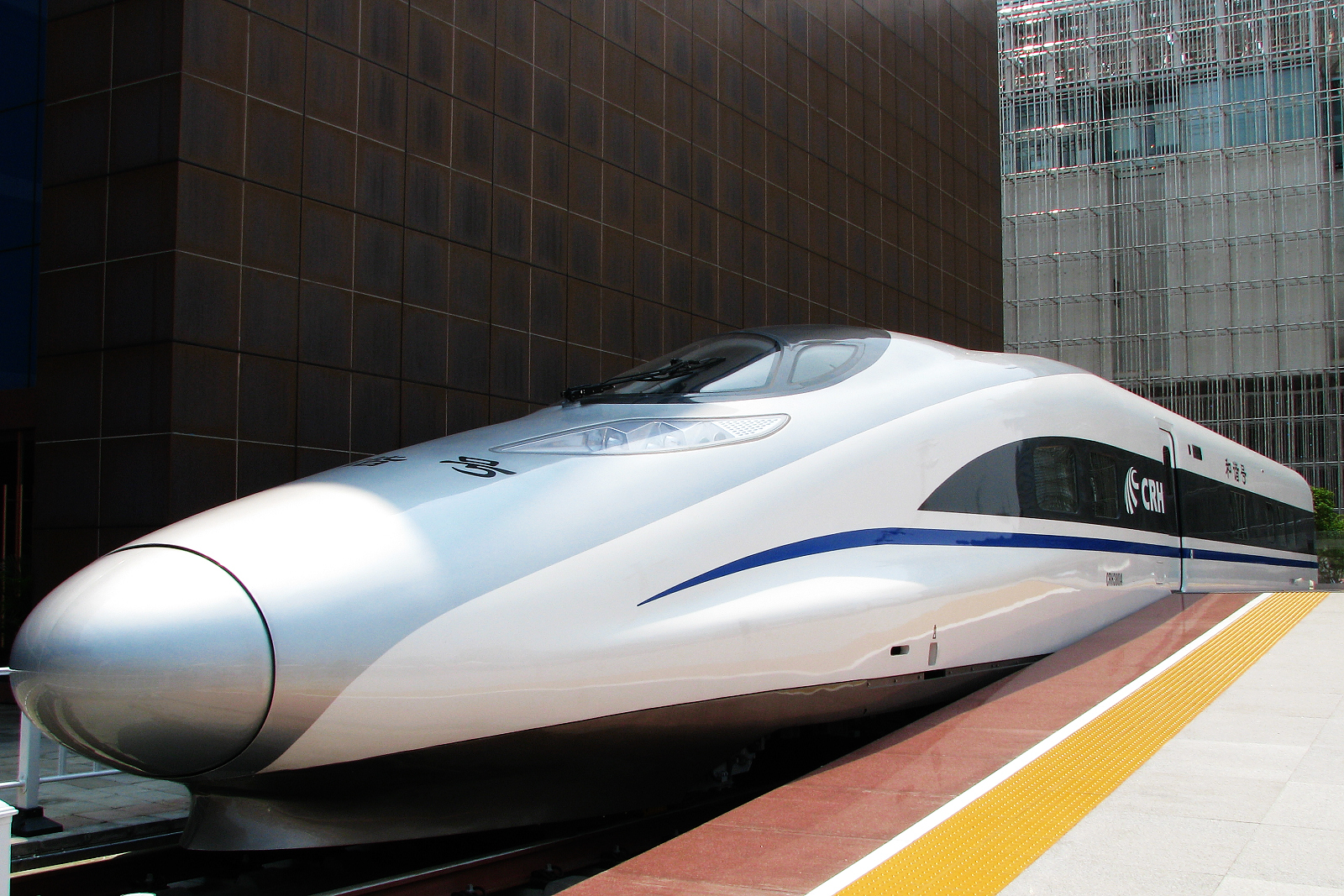
CRH380A-1:1-Modell bei der Shanghai World Expo 2010

Die Entwicklung begann im ersten Quartal 2008, während der Erprobungsphase des CRH2-300 (später CRH2C). Die CSR führte an diesen Zügen über 1000 technische Versuchsreihen durch, die sich mit 17 verschiedenen Aspekten wie etwa der dynamischen Leistungsabgabe, der Konstruktion des Pantographen, der Aerodynamik oder der Zugkraft befassten. Die Ergebnisse dieser Experimente flossen direkt in die Konstruktion des CRH380A ein.

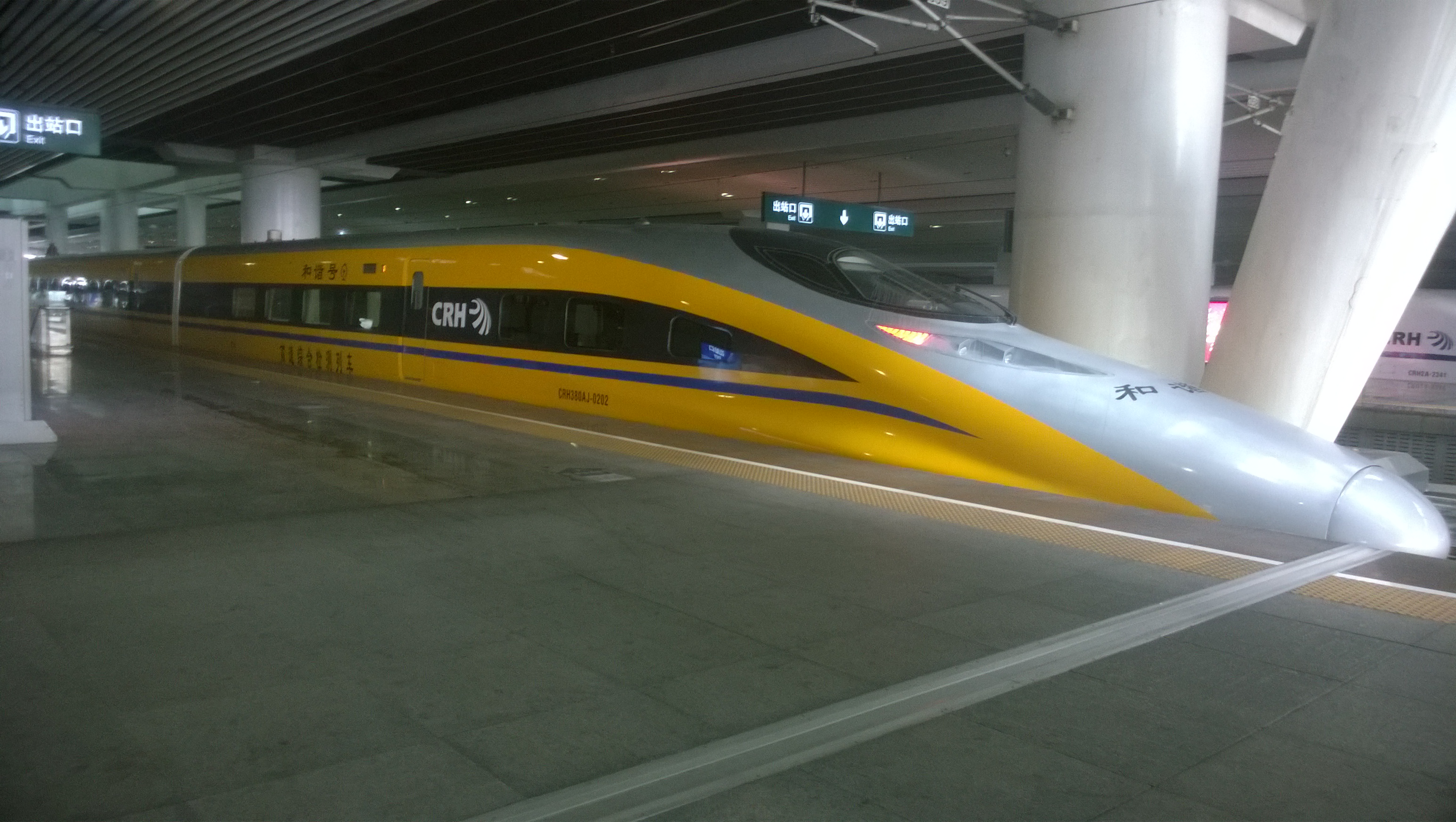
Inspektionszug CRH380AJ im Guangzhou Südbahnhof

Im September 2009 beschloss das chinesische Eisenbahnministerium die Bestellung von 100 Zügen zu je 16 Wagen und 40 Zügen zu je 8 Wagen beim chinesischen Hersteller CSR Sifang Locomotive & Rolling Stock aus Qingdao. Der Wert des Auftrages betrug 45 Milliarden RMB (rund 5,1 Milliarden EUR).
Unter dem ursprünglichen Projektnamen CRH2-350 befasste sich das Designbüro der CSR mit vier Aufgabenbereichen: Der Schematik, der Technik, der Konstruktion sowie der praktischen Erprobung der Fahrzeuge. Mehr als 20 Designentwürfe wurden verglichen. Am 12. April 2010 wurde im Rahmen einer dafür anberaumten Pressekonferenz in der Lokomotivfabrik Sifang das endgültige strömungsoptimierte Design der Öffentlichkeit vorgestellt. Im Mai 2010 wurde davon ein maßstabsgetreues Modell auf dem China Railway Pavilion im Shanghai World Expo Park (IRJ July p5) ausgestellt.

## Testphase
Der Prototyp verließ das Werk von Sifang im April 2010. Der mit acht Wagen ausgestattete Zug wurde ab dem 26. April 2010 auf dem Rundkurs der China Academy of Railway Sciences erprobt. Erste Probefahrten auf der Hochgeschwindigkeitsstrecke Zhengzhou–Xi’an begannen am 7. Juni 2010.
Das erste Serienexemplar des Zuges, der CRH380A-6001, wurde im September 2010 ausgeliefert. Im regulären Passagierverkehr wurde der Zug probeweise ab dem 28. September 2010 im täglichen Dienst eingesetzt. Diese Testphase fand auf der rund 170 km langen Hochgeschwindigkeitsstrecke zwischen Shanghai und Hangzhou statt.

## Weltrekordfahrten
Während einer Testfahrt auf der Strecke zwischen Shanghai und Hangzhou stellte ein Acht-Wagen-Zug (CRH380A) mit 416,6 km/h einen neuen Weltrekord für serienmäßige Triebwagenzüge auf.
Am 3. Dezember 2010 erreichte ein 16-Wagen-Zug (CRH380AL) mit 486,1 km/h einen neuen Geschwindigkeitsrekord für Serienfahrzeuge. Schon am 9. Januar 2011 übernahm ein CRH380BL diesen Rekord, der auf dem Streckenabschnitt zwischen Xuzhou und Bengbu eine Geschwindigkeit von 487,3 km/h erzielte.
Eine experimentelle Variante des Zuges soll im Sommer 2012 mit 604 km/h einen Weltrekord für Schienenfahrzeuge aufgestellt haben.

## Einsatz
Der CRH380A wurde seit dem 30. September 2010 im probeweisen Passagierbetrieb auf der rund 280 km langen Strecke Shanghai–Nanjing eingesetzt. Seit dem 26. Oktober 2010 wird der CRH380A auf den Strecken Shanghai–Hangzhou und Shanghai–Nanjing planmäßig eingesetzt.
Am 30. Juni 2011 wurde die komplette 1318 km lange Schnellfahrstrecke Peking–Shanghai in Betrieb genommen, die der Zug bei fünf Zwischenhalten in knapp fünfeinhalb Stunden befährt. Sie wurde am 14. Juli 2011 offiziell eröffnet.
Weitere CRH380A wurden von MTR für die Hochgeschwindigkeitsverbindung Vibrant Express von Guangzhou nach Hongkong beschafft.

## Nummerierungsschema
- CRH380A: CRH380A-6001 ~ CRH380A-6040.
- CRH380AL: CRH380A-6041L ~ CRH380A-6140L.